# اینفوگرافیک

اطلاع‌نگاشت طیف الکترومغناطیسی همراه با انواع طول موج (همراه با مثال)، فرکانس و دمایی که در آن اجسام شروع به تابش این موج می‌نمایند.

اینفوگرافیک (به انگلیسی: Infographic)، اطلاع‌نگاشت یا گرافیک اطلاع‌رسان به نمایش داده‌ها با استفاده از چند نمودار و شکل در قالب یک تصویر گفته می‌شود.
اطلاع‌نگاشت‌ها نمایشگران تصویری اطلاعات و داده‌ها هستند. شاید بتوان اطلاع‌نگاشت‌ها را قدیمی‌ترین ابزار برقراری ارتباط بشر خواند. استفاده از اطلاع‌نگاشت باعث می‌شود بیننده با نگاهی کوتاه حجم قابل توجهی از اطلاعات را که شکل نوشتاری آن ممکن است مقاله بلند بالایی را تشکیل دهد، به سادگی از طریق بصری دریافت کند و حتی آن را به خاطر بسپارد. اینفوگرافیک یا داسویر بیان دیداری چکیده یک موضوع یا مطلب به شکل عکس، نمودار، اتصالات است و عده‌ای اینفوگرافیک را نوعی نقشه مفهومی می‌دانند که از این طریق ارتباط بین مفاهیم به زبان ساده‌تر و به شکل بصری نمایش داده می‌شود. اینفوگرافیک نگاره متن به شکل تصویر است.
در اکثر اوقات موارد استفاده از این نگاره‌ها در جایگاه‌هایی است که نیاز به توضیح ساده یا سریع داده‌ها احساس گردد، برای مثال نقشه‌ها، علائم و تابلوها، پوسترهای آموزشی و روزنامه‌ها از جمله کاربردهای آن‌ها هستند. همچنین ریاضیدانان و متخصصان آمار و کامپیوتر نیز از این ابزار برای به تصویر کشیدن مفاهیم پیچیده بهره می‌برند. یک اطلاع‌نگاشت کامل افزون بر اینکه در یک نگاه کلیات اصلی موضوع را به بیننده می‌رساند، دربرگیرنده جزئیات کلیدی موضوع برای دریافت بیشتر هست.
استفاده از اطلاع‌نگاشت‌ها باعث می‌شود بیننده با نگاهی کوتاه حجم قابل توجهی از اطلاعات را که شکل نوشتاری آن ممکن است مقاله بلند بالایی را تشکیل دهد، به سادگی از طریق بصری دریافت کند و حتی آن را به خاطر بسپارد.
نخستین اطلاع‌نگاشت در کتاب اطلس سیاسی و تجاری جیمز جوزف سیلوستر مورد استفاده قرار گرفت. این کتاب توسط هیستوگرام‌ها و نمودارهای میله‌ای، اقتصاد انگلستان سده ۱۸ را توضیح داده بود.
مغز ما علاقهٔ زیادی به تحلیل و ذخیره اطلاعات به صورت دیداری دارد. حتی ارتباط میان اشیا و اطلاعات را به شکل دیداری ذخیره می‌کند نه نوشتاری. برای مثال به سه واژه مداد، تلفن و تلویزیون فکر کنید، چه چیز اول به ذهنتان می‌آید؟ آیا به حروف تشکیل دهنده این واژگان فکر می‌کنید یا به شکل فیزیکی آنها؟ پس همان‌طور که مشاهده می‌کنید درک و یادگیری صورت فیزیکی و دیداری داده‌ها و اطلاعات برای مغز ما به مراتب آسانتر از فهم شکل نوشتاری آن‌ها است.

نقشه مترو واشینگتن

## انواع اطلاع‌نگاشت
- ایستا
- پویا (اینفوموشن)
- تعاملی
- فیزیکی (سه بعدی)

## زمینه‌های کاربرد اینفوگرافیک
- آموزش
- ارائه (Presentation)
- گزارش نویسی
- تبلیغات
- فرهنگسازی
- ترویج علم
- رزومه نویسی
- اطلاع‌رسانی

## اطلاع‌نگاشت برهم‌کنشی
اطلاع‌نگاشت برهم‌کنشی یا تعاملی یا اینترکتیو (به انگلیسی: Interactive) نوعی اطلاع‌نگاشت است که مبتنی بر تعامل (تبادل اطلاعات بین کاربر و سیستم یا ماشین) بوده و ابزاری برای برآورده کردن نیازهای مخاطبان است. این اطلاع‌نگاشت‌ها این امکان را به مخاطب را می‌دهند که با هدایت اطلاعات در حدی تعیین شده، آن را در بسیاری جریانها استفاده پذیر کند. این اطلاع‌نگاشت‌ها الزاماً به یک واقعهٔ زمانی خاص وابستگی ندارند.
در این تعریف برهم‌کنش، رابطه‌ای است که کاربر با یک شیء (لمس شدنی یا مجازی) برای دستیابی به هدفی برقرار می‌کند.
هدفِ محوری طراحی برهم کنشی، بهبود تجربهٔ کاربر است.
اطلاع‌نگاشت برهم‌کنشی از اصول ۵ گانه برهم کنشی پیروی می‌کند که عبارتند از:
- نمایانی
- همخوانی
- بازخورد
- امکان دهی یا توانمندسازی
- محدودسازی.

سه گونه برهم‌کنشی نیز مشتمل بر فرماندهی، هدایت و کاوشگری هستند.
نوع کاوشگری به سبب هزینه بالا و مسایل خاص فنی آن، کمتر در رسانه‌ها مورد استفاده قرار می‌گیرند.
چندین تکنیک مرورگری اطلاع‌نگاشت تعاملی نیز عبارتند از: رول اور، بزرگنمایی، حرکت به عمق و….